# One of Our Aircraft Is Missing
One of Our Aircraft Is Missing (deutsch: Eines unserer Flugzeuge wird vermisst) ist ein britisches Kriegsfilmdrama von Michael Powell und Emeric Pressburger aus dem Jahr 1942. Als ein britischer Bomber durch deutsches Flugabwehrfeuer beschädigt wird, springt die Besatzung mit dem Fallschirm ab und sucht Hilfe und Unterstützung bei einer holländischen Untergrundbewegung. Die Hauptrollen sind mit Hugh Burden, Eric Portman und Hugh Williams besetzt. Der Film war bei den 15. Academy Awards 1943 in zwei Kategorien für einen Oscar nominiert.

## Handlung
Zweiter Weltkrieg: Die sechs britischen RAF-Crewmitglieder John Glyn Haggard, Tom Earnshaw, Frank Shelley, Bob Ashley, Geoff Hickman und George Corbett und ihr Bombenflugzeug vom Typ Vickers Wellington mit dem Namen „B für Bertie“ verschwinden während eines Einsatzes an einem Sonntagmorgen um 4:31 Uhr spurlos. Der Film beginnt mit dem Absturz der unbemannten Maschine in Südengland. Dann erfolgt eine zeitliche Rückblende auf die letzten Stunden vor dem Start, in der beschrieben wird, wie sich die Besatzung auf ihren Flug vorbereitet.
Bei einem Luftangriff auf Stuttgart wird das RAF-Flugzeug so stark beschädigt, dass die sechs Besatzungsmitglieder beim Rückflug über den von Deutschland besetzten Niederlanden mit dem Fallschirm abspringen. Als die Männer sich am Boden sammeln, stellen sie fest, dass einer von ihnen, Bob Ashley, fehlt. Die ersten Holländer, denen sie begegnen, werden von der englischsprachigen Lehrerin Else Meertens angeführt. Man begegnet sich anfangs mit gegenseitigem Misstrauen – die Besatzung kann nicht abschätzen, wie die Einstellung der Menschen in dem von den Nazis besetzten Land ist, und die Einheimischen wissen von keiner Meldung, dass ein Flugzeug in ihrem Heimatland abgestürzt sei. Man debattiert aufgeregt miteinander, bevor die Holländer erkennen lassen, dass sie trotz ihrer Angst vor Repressalien den Männern helfen wollen.
Begleitet von zahlreichen Holländern fahren die inzwischen mit Zivilkleidern versehenen Flieger, angeführt von den Piloten Haggard und Earnshaw, zu einem Fußballplatz, auf dem gerade ein Spiel stattfindet. Dort hält sich der Bürgermeister der Gemeinde auf, dem sie übergeben werden. Erstaunt stellen sie fest, dass ihr vermisster Freund in einem der Teams spielt. Nun wieder vereint, verstecken sie sich, nachdem einige Zeit abgewartet worden ist, in einem Lastwagen, der von Jo de Vries gefahren wird. Die Frau gibt vor, eine Sympathisantin der Deutschen zu sein. Obwohl ihr Mann tatsächlich zur Zeit als Radiosprecher in England arbeitet, beschuldigt sie die Briten, ihn bei einem Bombenangriff getötet zu haben. Trotzdem versteckt sie die Männer in ihrem Haus, in dem deutsche Soldaten einquartiert sind. Im Durcheinander eines der zahlreichen Luftangriffe führt sie die Männer zu einem Ruderboot. Sie gelangen unentdeckt aufs Meer, bevor sie dann doch noch von einem Brückenwächter entdeckt werden, wobei Sir George Corbett, der älteste von ihnen, durch einen Schuss ernsthaft verletzt wird. Trotzdem gelingt es den Männern, die Nordsee zu erreichen und Schutz in einer deutschen Rettungsboje zu finden. Dort nehmen sie zwei abgeschossene feindliche Flieger gefangen und können eine Funkmeldung absetzen. Es ist ein glücklicher Zufall, dass zwei britische Boote die Boje zuerst erreichen. Da Corbett sich nicht bewegen kann, schleppt man die gesamte Boje nach England.
Nachdem drei Monate vergangen sind, und auch Corbett genesen und wieder einsatzfähig ist, besteigt die Crew ihr neues viermotoriges Bombenflugzeug, eine Short Stirling.

## Produktion

### Drehorte, Drehzeit, Budget
Die Filmaufnahmen entstanden unter anderem in The Fens, einer Moorlandschaft in Ostengland, in The Wash, einer der Flut ausgesetzten Flussmündung an der Ostküste Englands, in King’s Lynn, einer in Großbritannien gelegenen Stadt am Fluss Great Ouse, knapp vor dessen Mündung in das sogenannte The Wash der Nordsee. In unmittelbarer Nähe beginnen The Fens, ein Gebiet auf Meeresspiegelhöhe, das im Mittelalter trockengelegt wurde. Gedreht wurde außerdem im Verwaltungsbezirk Borough of Boston in der Grafschaft Lincolnshire in England, in den Denham Studios in Denham (Buckinghamshire) in England, in der Royal Air Force Oakington Station nördlich von Oakington, Cambridgeshire, in England sowie in den Riverside Studios im Londoner Stadtteil Hammersmith. Für die Szenen, die die Bombardierung von Stuttgart zeigen sollten, hatte Art Director David Rawnsley in den Riverside Studios nahe der Hammersmith Bridge in London ein ausgeklügeltes Modell von Stuttgart nachempfunden. Dieses war so riesig, dass es den gesamten Boden des Studios bedeckte. Das Filmdrehbuch blieb über die gesamte Produktionszeit eher halbfertig, was auch daran lag, dass es ständige Veränderungen gab und Fortschritte in der Kriegstechnik. So fügte Powell beispielsweise die in der Nordsee verankerten Lobster Pots genannten Stahlplattformen, die der Öffentlichkeit seinerzeit unbekannt waren, in Filmszenen ein.
Gedreht wurde vom 11. August 1941 bis März 1942. Dem Film stand ein geschätztes Budget von £ 70,000 zur Verfügung. Obwohl das Budget für die Kriegszeit begrenzt war, sorgten Powell und seine Firma dafür, dass die technische Ausführung des Films erstklassig war. Noël Coward stattete dem Set einen Besuch ab und war von der Effizienz der Filmcrew und der Inszenierung der komplizierten Action-Szenen so angetan, dass er die gesamte Crew für seinen Kriegsfilm In Which We Serve engagierte.

### Hintergrund
Roger Fristoe führte für Turner Classic Movies aus: „Das unterschwellige, aber inspirierende britische Militärdrama One of Our Aircraft Is Missing, das während des Zweiten Weltkriegs gedreht wurde, war die vierte Zusammenarbeit zwischen Michael Powell und Emeric Pressburger und stand unter dem Motto ihrer Produktionsfirma The Archers.“ Der Film entstand unter der Aufsicht des Informationsministeriums als Teil einer Reihe von Filmen, die dem Zweck dienen sollten, die Moral im Vereinigten Königreich zu heben. Der Film wird oft als einer der besten britischen Filme seiner Zeit angesehen. Für Powell und Pressburger war es der Film, mit dem sie sich in der britischen Filmindustrie einen Namen machten, und die Aufmerksamkeit solch mächtiger Persönlichkeiten wie beispielsweise J. Arthur Rank auf sich zogen. Das Duo hatte erstmals in dem Kriegsfilm Der Spion in Schwarz (1939) zusammengearbeitet. Unter ihren insgesamt 19 gemeinsamen Filmen sind solche Meisterwerke wie das Filmepos Leben und Sterben des Colonel Blimp (1943), das Filmdrama Die schwarze Narzisse (1947) und der Ballettfilm Die roten Schuhe (1948).
Pamela Brown, Joyce Redman und Peter Ustinov gaben in diesem Film ihr Debüt. Googie Withers, die zumeist in kleinen Rollen besetzt wurde, brach laut Powell in Tränen aus, als er ihr die tragende Rolle einer Frau gab, die maßgeblich dazu beiträgt, dass die Bomberbesatzung nicht in die Hände der Nazis fällt.

### Soundtrack
Powell hatte sich entschieden, den Soundtrack des Films wirklichkeitsnah zu gestalten. So verzichtete er weitgehend auf Musikuntermalung und nutzte stattdessen die Geräusche, die in einem Krieg zu hören sind, zur Untermalung des Geschehens.
- Onward Christian Soldiers, Kirchenlied aus dem 19. Jahrhundert englischen Ursprungs, Text: Sabine Baring-Gould (1865), Musik: Arthur Sullivan (1871), gepfiffen von Bernard Cribbens

### Veröffentlichung, Filmtitel
Präsentiert wurde der Film von British National Films (British National Films Ltd) The Archers. In den USA wurde er von United Artists vertrieben, in Schweden von Europa Film, in den Niederlanden von Columbia International Films und im Vereinigten Königreich von der Pathé Pictures Ltd.
Premiere hatte One of Our Aircraft Is Missing am 24. April 1942 in London. Am 27. Juni 1942 lief er dann allgemein im Vereinigten Königreich an. In den Vereinigten Staaten wurde am 16. Oktober 1942 eine gekürzte Version (86 Minuten) veröffentlicht. Im Jahr 1943 wurde der Film in Mexiko, Argentinien und Schweden veröffentlicht, 1944 in Portugal und Frankreich, 1945 in Dänemark, Finnland und Belgien (Brüssel), 1946 in den Niederlanden und in Italien, 1947 in Hongkong und am 14. Dezember 1948 erneut in London. Veröffentlicht wurde er zudem in Bulgarien, Brasilien, Kanada, Griechenland, Polen, Rumänien und in der Sowjetunion.
Der vollständige englische Titel lautet: The Story of ------ ‘one of our Aircraft is missing’, alternativ …One of Our Aircraft Is Missing, auf einigen Filmplakaten auch One Of Our Aircraft Is Missing! Das ursprüngliche Drehbuch trug den Titel One of Our Aircraft Failed to Return. Powell schrieb dazu in seiner 1986 erschienenen Autobiografie A Life in the Movies, dass, obwohl er den Titel als evokativ und wohlklingend empfunden habe, dieser allgemein als zu pessimistisch empfunden worden sei. Der Titel One of Our Aircraft Is Missing, der dann Filmtitel wurde, ist einem Satz entlehnt, der nach Bombenangriffen oft in den britischen Nachrichten zu hören war.

## Rezeption
Nach seiner Veröffentlichung in Großbritannien im Juni 1942 wurde der Film begeistert aufgenommen. Powell schrieb in seiner Autobiografie, dass J. Arthur Rank beim Ansehen des Films lächelnde Herzlichkeit ausgestrahlt und ihn aufgefordert habe, zu sagen, was er wolle, da man ihm gerne einen langfristigen Vertrag anbieten wolle.
TS schrieb in der The New York Times, dass Michael Powell und Emeric Pressburger ein engmaschiges fein gezeichnetes Melodram geschaffen hätten, bei dem man fast den Atem anhalte. Der Film verlasse seinen Spannungsbogen in keinem Augenblick. One of Our Aircraft Is Missing sei ein guter Titel, der auf ein aufregendes Abenteuer hindeute. Diesem Versprechen werde der Film mehr als gerecht. Zwar weise die Handlung ein einfaches Muster auf, aber Regisseur und Produzent hätten eine Reihe von erschütternden Vorfällen geschaffen, in denen die Spannung so fein ausbalanciert sei, dass ein einzelner Fehltritt sie hätte zerstören können. Der Überfall sei so real, als ob er während einer tatsächlichen Operation gefilmt worden sei. Die Schauspieler der Crew – Godfrey Tearle als der Älteste der Gruppe, Hugh Burden als Pilot, Eric Portman als ruppiger Yorkshireman und Bernard Miles, Hugh Williams und Emrys Jones – seien alle gleich wichtig als Mitglieder der Crew und hätten ihre Sache gut gemacht. Auch die weiteren Darsteller wurden gelobt mit der Einschränkung, dass Hay Petrie in seiner Rolle als Dorfbürgermeister überziehe.
Bei Rotten Tomatoes erhielt der Film von sechs ausschließlich positiv gestimmten Kritikern eine durchschnittliche Bewertungen von 7,8/10.
Film.at kam zu dem Urteil: „Bestechend dokumentarisch vorgeführte Planung und Durchführung eines Luftangriffs.“

## Auszeichnungen (Auswahl)
National Board of Review 1942:
- Googie Withers Gewinner des NBR Award in der Kategorie „Bester Darsteller“
- Film in der Kategorie „Top Ten Films“

Oscarverleihung 1943:
- Ronald Neame nominiert in der Kategorie „Beste Spezialeffekte“ (fotografische Effekte)
- C. C. Stevens in der Kategorie „Beste Spezialeffekte“ (Soundeffekte)
- Michael Powell und Emeric Pressburger nominiert in der Kategorie „Bestes Originaldrehbuch“